# 14365 Жанпауль
14365 Жанпауль (14365 Jeanpaul) — астероїд головного поясу, відкритий 8 вересня 1988 року.
Тіссеранів параметр щодо Юпітера — 3,335.